# 機智校園生活
《機智校園生活》（英語：Youngsters On Fire），是2021年TVBS第14部自製八點檔，於2021年12月15日起在TVBS歡樂台首播，並同步採用線上平台方式播出。第二季《機智校園生活-青春萬歲》，於2022年5月9日起在TVBS歡樂台首播，主要校園拍攝取材地點於啟英高中。第三季《機智校園生活-必勝高三生》，於2022年7月20日起在TVBS歡樂台首播。第四季《機智校園生活-青春向前衝》，於2022年9月26日起在TVBS歡樂台首播，此為TVBS第17部自製八點檔，另外TVBS總經理劉文硯與LINETVCEORoger也正式宣布，將與LINETV攜手合作打造數位版《機智校園生活》，而新戲劇《加油喜事》將於2022年12月14日正式接檔播出。
2023年確定推出續作第五部《機智職場生活》，且將於LINETV放映。

## 相關爭議
- 本劇飾演王浩南角色的宥勝，因個人因素而辭演《機智校園生活》，而宥勝本人則表示因親人過世，導致情緒低落，為了不影響其拍攝進度，決定請辭；而戲劇中角色被賜死的結果也不禁讓大批觀眾、網友紛紛猜測是否得罪編劇或是電視台高層。而隱身多日的宥勝則在個人臉書時表示，當初的合約僅決定80集，但是電視台與經紀公司卻以「文字遊戲方式」讓他被迫演出100集，後來在要求更多假期時，電視台卻屢次對其施壓，因此於三月底續約以50集為一個單位，但電視台遲遲不肯答應，並開始找藉口試圖拖延，宥勝指出之所以不肯提，是因為這件事情與他本身人生規劃並不會有太多衝突，但是面對許多質疑只好發聲明表達自身立場[15][16]，針對此事，TVBS24日則發聲明：「TVBS絕無拖延或玩文字遊戲之實，中間與藝人產生傳遞上之誤會，今日雙方皆已釐清，並讓TVBS與宥勝取得共識，未來將更努力彼此了解，互相幫助，亦不希望傷害『機智校園生活』及演職員的努力，感謝各界支持關心。」[17]。

## 獎項紀錄
| 年度   | 頒獎單位     | 獎項名稱               | 入圍者                            | 結果 |
| 2022年 | 第57屆金鐘獎 | 最具人氣戲劇節目獎     | 《機智校園生活》                  | 提名 |
| 2023年 | 第58屆金鐘獎 | 戲劇節目最具潛力新人獎 | 王敏淳《機智校園生活-青春向前衝》 | 提名 |

## 播出時間
| 頻道       | 播映國家 | 播映日期                      | 季數           | 播放時間   | 播放時間    |
| ---------- | -------- | ----------------------------- | -------------- | ---------- | ----------- |
| TVBS歡樂台 | 臺灣     | 2021年12月15日-2022年12月13日 | 第一季至第四季 | 週一至週五 | 20:00-21:00 |
| TVBS精采台 | 臺灣     | 2021年12月15日-2022年12月13日 | 第一季至第四季 | 週一至週五 | 20:00-21:00 |
| 東森超視   | 臺灣     | 2021年12月15日-2022年5月6日   | 第一季         | 週一至週五 | 21:00-22:00 |

## 演員列表

### 主要演員
- 宥勝飾王浩南（第一季～第二季）
- 周曉涵飾伍佳麗（第一季～第三季）
- 紀言愷飾紀旭誠
- 曾莞婷飾米蘭達（第一季～第三季）
- 楊晴飾丁文娜（第一季～第三季）
- 楊銘威飾曾抱謙／曾定一（第三季）
- 謝祖武飾徐一飛（第三季～第四季）
- 艾雅飾阿喜

### 學生演員

#### 高二乙班→高三乙班→職場
- 鍾岳軒飾陳安民
- 林輝瑝飾齊家寶
- 黃柏峰飾劉川楓
- 王新凱飾侯子傑（大猩猩）
- 鄭豐毅飾鄭豐毅（小胖）
- 李星鏴飾歐嘉玲（大塊仔）
- 鄭芯恩飾周凌凌（班長）
- 馮容潔飾葉芳鈴（咪寶）
- 孔令元飾孔令元（小蘋果）
- 楊翹碩飾歐賢明（第二季～第四季）
- 商鈞飾徐知遠（第三季～第四季）
- 王敏淳飾徐念雅（丫丫）（第四季）
- 陳俊甫飾朱三（第二季～第四季）
- 黃逸祥飾黃逸翔（第二季～第四季）

#### 高二甲班→高三甲班→職場
- 陳彥廷飾藍守為
- 賴雅琪飾艾麗絲

#### 高一甲班→大學生
- 吳玳慈飾齊家珍(Jean)（第三季～第四季）

#### 高二乙班轉出學生
- 劉敬飾蘇俊傑（第一季）
- 王禹舒飾蘇珊娜（第一季）

## 電視劇歌曲
| 曲序 | 曲目                     |                    | 作曲               | 演唱           |
| ---- | ------------------------ | ------------------ | ------------------ | -------------- |
| 1.   | Carry U（片頭曲、插曲）  | 房振剛、林正       | 房振剛、林正       | 王欣晨         |
| 2.   | Start a New Face（插曲） | Alien Kid、靖、¥¥C | Alien Kid、靖、¥¥C | 王欣晨         |
| 3.   | 難過的話不說（插曲）     | 邱繹勝             | 廖晉儀             | 王欣晨         |
| 4.   | 心動闖闖（片尾曲、插曲） | 邱繹勝             | 廖晉儀             | 王欣晨、黃柏峰 |

### 其他曲目
| 曲別   | 季數                     | 集數                     | 歌名              | 演唱者                                                                                         | 作詞           | 作曲               |
| ------ | ------------------------ | ------------------------ | ----------------- | ---------------------------------------------------------------------------------------------- | -------------- | ------------------ |
| 片頭曲 | 第一季                   | 01-100                   | CarryU            | 王欣晨                                                                                         | 房振剛、林正   | 房振剛、林正       |
| 片頭曲 | 第二季                   | 01-02                    | CarryU            | 王欣晨                                                                                         | 房振剛、林正   | 房振剛、林正       |
| 片頭曲 | 第二季                   | 03-52                    | 機智校園          | 劉文瀚                                                                                         | 陳心茹         | 劉文瀚             |
| 片頭曲 | 第三季                   | 01-48                    | WAKEUP            | 鍾岳軒、鄭芯恩、馮容潔、黃柏峰、林輝瑝、李星鏴、王新凱、鄭豐毅、孔令元、楊翹碩、陳彥廷、賴雅琪 | 陳心茹         | 劉文瀚             |
| 片頭曲 | 第四季                   | 01-47                    | WAKEUP            | 鍾岳軒、鄭芯恩、馮容潔、黃柏峰、林輝瑝、李星鏴、王新凱、鄭豐毅、孔令元、楊翹碩、陳彥廷、賴雅琪 | 陳心茹         | 劉文瀚             |
| 片頭曲 | 第四季                   | 48-56                    | WAKEUP            | 黃柏峰、鍾岳軒、陳彥廷、鄭豐毅                                                                 | 陳心茹         | 劉文瀚             |
| 片尾曲 | 第一季                   | 01-32                    | 謝謝你愛著我      | AshleyC.張祺璦                                                                                 | 陳芷儀         | 羅維真、戴陽、傑利 |
| 片尾曲 | 第一季                   | 33-60                    | 機智校園          | 劉文瀚                                                                                         | 陳心茹         | 劉文瀚             |
| 片尾曲 | 第一季                   | 61-80                    | ICanSee           | ALLIN5                                                                                         | 黃立綺         | 周佳佑             |
| 片尾曲 | 第一季                   | 81-100                   | 心動闖闖          | 王欣晨、黃柏峰                                                                                 | 邱繹勝         | 廖晉儀             |
| 片尾曲 | 第二季                   | 01-12                    | 心動闖闖          | 王欣晨、黃柏峰                                                                                 | 邱繹勝         | 廖晉儀             |
| 片尾曲 | 第二季                   | 13-52                    | 這就是我的主場    | 陳威全、柯有倫                                                                                 | 張茂霖         | 陳威全             |
| 片尾曲 | 第三季                   | 01-48                    | 機智校園          | 劉文瀚                                                                                         | 陳心茹         | 劉文瀚             |
| 片尾曲 | 第四季                   | 01-56                    | 機智校園          | 劉文瀚                                                                                         | 陳心茹         | 劉文瀚             |
| 插 曲  | 第一季第二季第三季第四季 | 第一季第二季第三季第四季 | ICanSee           | ALLIN5                                                                                         | 鐘宇洋         | 周佳佑             |
| 插 曲  | 第一季第二季第三季第四季 | 第一季第二季第三季第四季 | 都有我在          | ALLIN5                                                                                         | 鐘宇洋         | 周佳佑             |
| 插 曲  | 第一季第二季第三季第四季 | 第一季第二季第三季第四季 | 原來這就是愛情    | 水分子樂團（賴思妤、楊壹晴）                                                                   | 陳心茹         | 陳威全             |
| 插 曲  | 第一季第二季第三季第四季 | 第一季第二季第三季第四季 | 想和你再一起      | VeraChai、許素瑄                                                                               | 陳心茹         | 陳威全             |
| 插 曲  | 第一季第二季第三季第四季 | 第一季第二季第三季第四季 | 用愛改變現在      | 陳曼青                                                                                         | 吳易緯         | 陳威全             |
| 插 曲  | 第一季第二季第三季第四季 | 第一季第二季第三季第四季 | 能幸福的依靠      | 林京燁                                                                                         | 吳易緯         | 陳威全             |
| 插 曲  | 第一季第二季第三季第四季 | 第一季第二季第三季第四季 | 這就是我的主場    | 陳威全、柯有倫                                                                                 | 張茂霖         | 陳威全             |
| 插 曲  | 第一季第二季第三季第四季 | 第一季第二季第三季第四季 | 記得有我陪著你    | 劉文瀚                                                                                         | 張茂霖         | 劉文瀚             |
| 插 曲  | 第一季第二季第三季第四季 | 第一季第二季第三季第四季 | 機智校園          | 劉文瀚                                                                                         | 陳心茹         | 劉文瀚             |
| 插 曲  | 第一季第二季第三季第四季 | 第一季第二季第三季第四季 | 只要你能開心      | 松鼠學妹                                                                                       | 陳心茹         | 劉文瀚             |
| 插 曲  | 第一季第二季第三季第四季 | 第一季第二季第三季第四季 | WAKEUP            | 鍾岳軒、鄭芯恩、馮容潔、黃柏峰、林輝瑝、李星鏴、王新凱、鄭豐毅、孔令元、楊翹碩、陳彥廷、賴雅琪 | 陳心茹         | 劉文瀚             |
| 插 曲  | 第一季第二季第三季第四季 | 第一季第二季第三季第四季 | NothingIcando     | AshleyC.張祺璦                                                                                 | AshleyC.張祺璦 | 余竑龍、郁采真     |
| 插 曲  | 第一季第二季第三季第四季 | 第一季第二季第三季第四季 | 謝謝你愛著我      | AshleyC.張祺璦                                                                                 | 陳芷儀         | 羅維真、戴陽、傑利 |
| 插 曲  | 第一季第二季第三季第四季 | 第一季第二季第三季第四季 | Don'tThinkAboutIt | 楊惠如                                                                                         | 楊惠如         | 楊惠如             |

### 註解
1. ↑  參見12/13節目表"TVBS節目表" https://schedule.tvbs.com.tw/entertainment/2022-12-13/taiwan/zh-tw

## 外部連結
- 機智校園生活（页面存档备份，存于）—TVBS
- TVBS八點檔的Facebook專頁
- TVBS八點檔的Instagram帳戶